# Gåstjärnen (Färnebo socken, Värmland)
Gåstjärnen är en sjö i Filipstads kommun i Värmland och ingår i Göta älvs huvudavrinningsområde. Sjön har en area på 0,15 kvadratkilometer och ligger 195,2 meter över havet.

## Delavrinningsområde
Gåstjärnen ingår i det delavrinningsområde (662238-141154) som SMHI kallar för Mynnar i Daglösen. Medelhöjden är 215 meter över havet och ytan är 22,78 kvadratkilometer. Det finns inga avrinningsområden uppströms utan avrinningsområdet är högsta punkten. Stampbäcken som avvattnar avrinningsområdet har biflödesordning 4, vilket innebär att vattnet flödar genom totalt 4 vattendrag innan det når havet efter 349 kilometer. Avrinningsområdet består mestadels av skog (85 procent). Avrinningsområdet har 1,31 kvadratkilometer vattenytor vilket ger det en sjöprocent på 5,7 procent.